# 土屋葉
土屋 葉（つちや よう、1973年 - ）は、日本の社会学者、愛知大学文学部教授。

## 略歴
岐阜県生まれ。千葉大学文学部行動科学科卒業。お茶の水女子大学人文科学研究科修士課程修了。お茶の水女子大学人間文化研究科博士後期課程修了。学位：博士。愛知大学文学部教授。

## 著書

### 単著
- 『障害者家族を生きる』（2002年、勁草書房）

### 共著
- 『これからの家族関係学 (武蔵野大学通信教育学部テキストシリーズ) 』（2003年、角川学芸出版）
- 『ライフストーリーとジェンダー (せりかクリティク) 』（2003年、せりか書房）
- 『人工呼吸器をつけますか?―ALS・告知・選択』（2004年、メディカ出版）
- 『保育者は幼児虐待にどうかかわるか―実態調査にみる苦悩と対応 (子育てと健康シリーズ) 』（2004年、大月書店）
- 『セクシュアリティの障害学』（2005年、明石書店）
- 『戦後世相の経験史 (せりかクリティク) 』（2006年、せりか書房）
- 『ファミリー・トラブル』（2006年、明石書店）
- 『ケアとサポートの社会学』（2007年、法政大学出版局）
- 『排除と差別の社会学 (有斐閣選書) 』（2009年、有斐閣）
- 『概説 障害者権利条約』（2010年、法律文化社）
- 『手招くフリーク―文化と表現の障害学』（2010年、生活書院）
- 『ケアのリアリティ―境界を問いなおす (現代社会研究叢書)』（2012年、法政大学出版局）
- 『大震災の生存学』（2015年、青弓社）
- 『社会学―社会理論と社会システム/社会調査の基礎 (社会福祉学習双書2018)』（2018年、全国社会福祉協議会）
- 『被災経験の聴きとりから考える――東日本大震災後の日常生活と公的支援』（2018年、生活書院）
- 『はじまりの社会学:問いつづけるためのレッスン』（2018年、ミネルヴァ書房）